# Leedsichthys problematicus
A Leedsichthys problematicus a sugarasúszójú halak (Actinopterygii) osztályának Pachycormiformes rendjébe, ezen belül a Pachycormidae családjába tartozó fosszilis faj.

## Tudnivalók

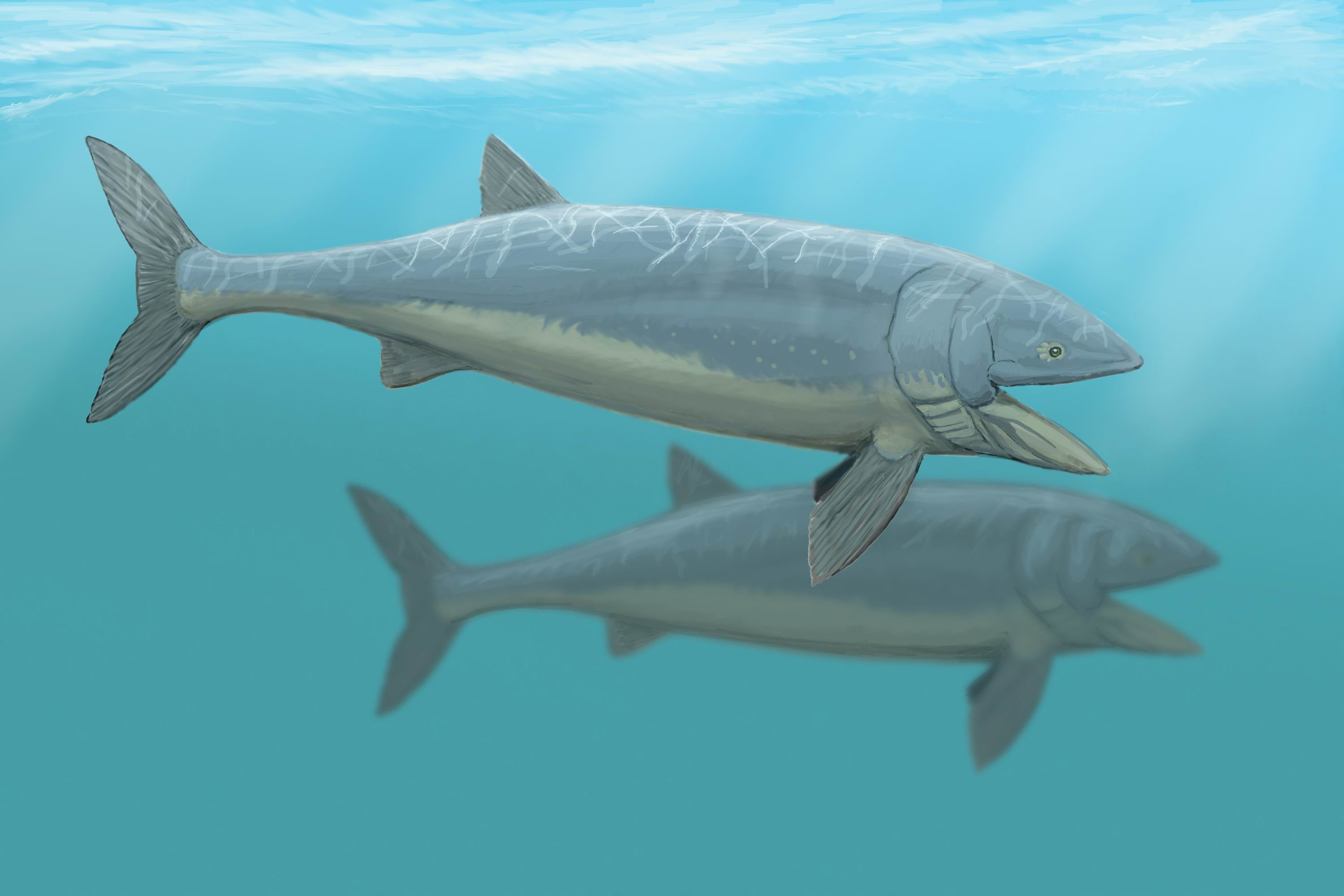
Két Leedsichthys

A Leedsichthys 165-152 millió évvel élt ezelőtt a késő jura korban.
A Leedsichthys egy óriási hal volt, amely mellett a tenger többi állatai törpéknek tüntek. A hatalmas mérete ellenére, e hal egy nyugodt óriás volt, amely kis rákokkal (krill), medúzákkal és kisebb halakkal táplálkozott. Az állat az óceán felső rétegében úszva szűrte ki a vízből a planktont kopoltyúi segítségével. A kopoltyúk a szája mögött helyezkedtek el, és évente egyszer kicserélte őket. A halnak 40 000 foga volt. Táplálkozási módszere és tápláléka hasonlított a mai kék bálna étkezési módszeréhez.
A Leedsichthys valószínű, hogy nagy távolságokat tett meg a „planktonleves” felkutatásához. E táplálékforrás évszakonként más és más helyen szaporodott el nagy számban. Évente egyszer, valószínű, hogy bőséges táplálkozás után, a hal kicserélte a szája mögött elhelyezkedő, óriási szűrő-kopoltyúkat. Ekkor a Leedsichthys biztos nem táplálkozott hetekig. A hosszú böjt során a hal legyengült és sebezhetőbbé vált.
A jura kori tengerek, amelyben a Leedsichthys élt, veszélyes helyek voltak. Hatalmas mérete ellenére a halnak nem volt védekezési eszköze a Liopleurodonnal és a Metriorhynchusszal szemben. Egy ilyen ragadozó biztos nem tett nagy kárt egy felnőtt halban, de több állat eléggé megsebesíthette, annyira, hogy a védtelen óriás meghaljon sebei által. Néha a Hybodus cápák is megtámadták.
A pontos mérete nincs teljesen megállapítva. Egyesek szerint 18-30 méter között, mások szerint 16-22 méter között vagy akár csak 9-10 méter között. A legkésőbbi méretbecslések 16-16,5 méter közötti értékeket valószínűsítenek.

## Lelőhelyek
Leedsichthys problematicus maradványokat találtak Angliában és Németországban.